# Canindea signaticornis
Canindea signaticornis är en skalbaggsart som först beskrevs av Jean Baptiste Lucien Buquet 1857.  Canindea signaticornis ingår i släktet Canindea och familjen långhorningar. Inga underarter finns listade.